# Xã Ferguson, Quận Yell, Arkansas
Xã Ferguson (tiếng Anh: Ferguson Township) là một xã thuộc quận Yell, tiểu bang Arkansas, Hoa Kỳ. Năm 2010, dân số của xã này là 1.373 người.